# De Libertate

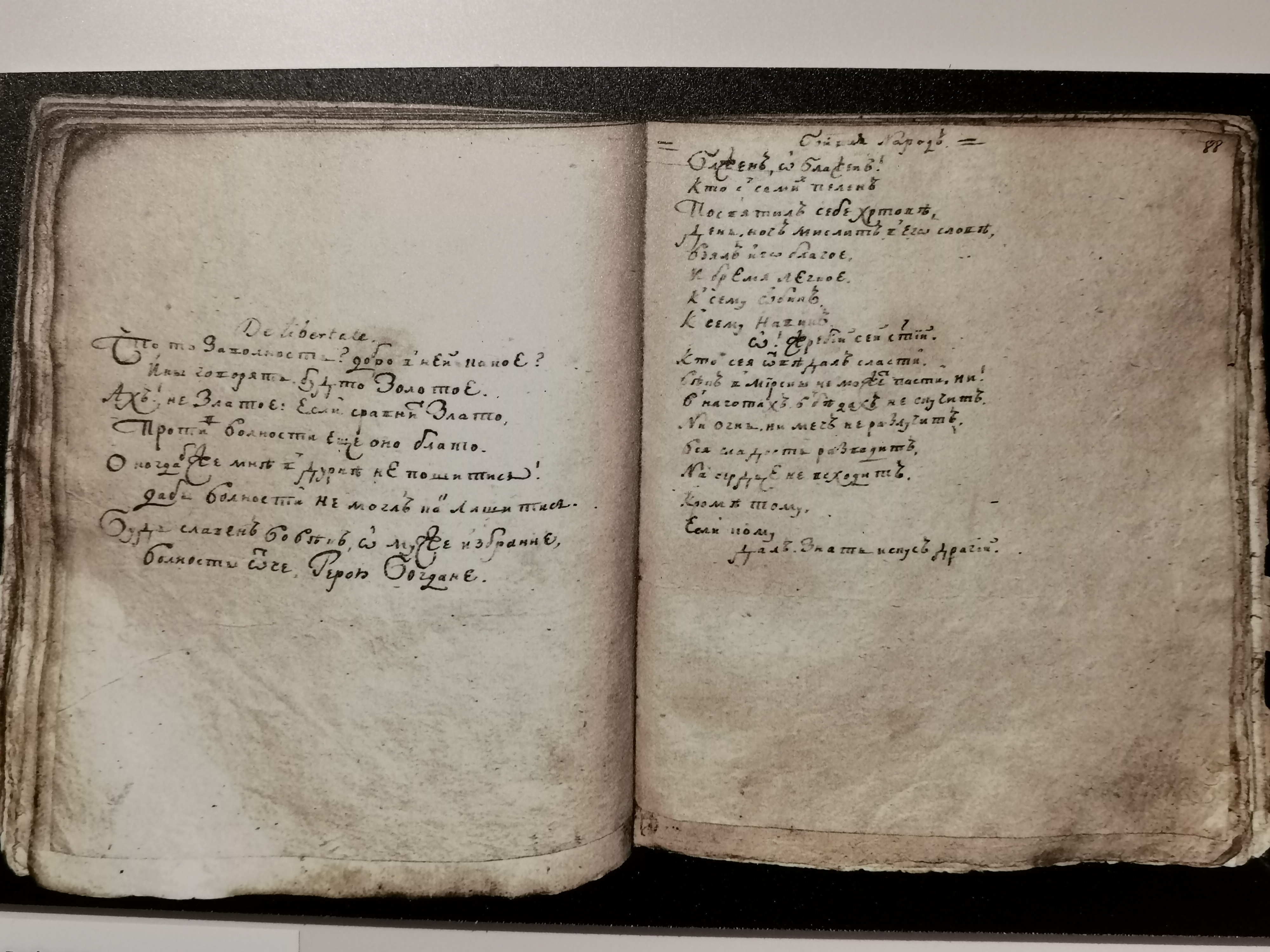
Автограф вірша

De Libertate (лат. Про свободу) — поезія Григорія Сковороди, у якому свобода оцінюється як найвище благо. Написаний у 1757 або 1758 році. Дмитро Чижевський припускав, що «De libertate» є фрагментом більшого панегіричного за змістом твору. Автограф поезії зберігається у відділі рукописів Інституту літератури ім. Т. Г. Шевченка, вперше надруковано в харківському виданні творів Сковороди 1894 року.
«Золота вольність» – поняття, поширене в Європі 17 століття, синонім політичного устрою, згідно з яким шляхта мала численні вольності та привілеї. Мотив «золотої вольності» стає одним із провідних в бароковій літературі у 1620-х роках («Вірші на жалісний погреб славного лицаря Петра Конашевича Сагайдачного» Касіяна Саковича, «Юстифікації невинності» Мелетія Смотрицького тощо). Сковорода змальовує гетьмана Богдана Хмельницького як «батька вольності», Божого обранця.
| Оригінал Что то за волность? добро в ней какое? Ины говорять, будто золотое. Ах! не златое: если сравнить злато Против волности, еще оно блато… О когда б же мнѣ в дурнѣ не пошитись! Дабы волности не могл как лишитись. Будь славен вовѣк, ω муже избранне, Вольности ωтче, Герою Богдане! |

| Переклад В. Шевчука Що є свобода? Добро в ній якеє? Кажуть, неначе воно золотеє? Ні ж бо, не злотне: зрівнявши все злото, Проти свободи воно лиш болото. О, якби в дурні мені не пошитись, Щоб без свободи не міг я лишитись. Слава навіки буде з тобою, Вольності отче, Богдане-герою! |

## В культурі

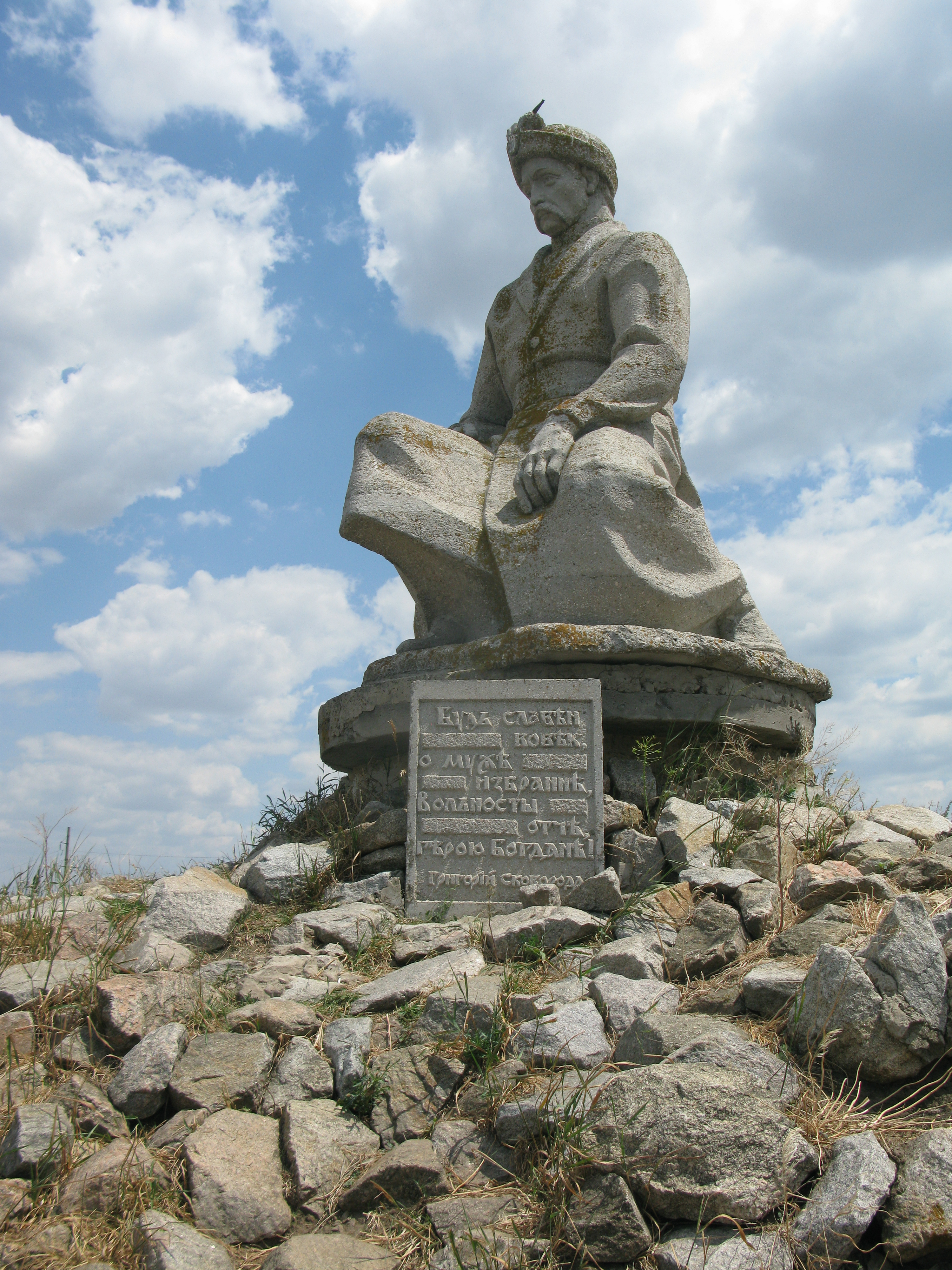
Пам'ятник Хмельницькому на кургані поруч із Тягинкою, що цитує цей вірш

У 1992 році на кургані поруч із селом Тягинка, Херсонська область, було встановлено пам'ятник Хмельницькому, на якому процитовано останні два рядки вірша.
У 2012 році в Національному літературно-меморіальному музеї Г.С.Сковороди започатковано літературно-мистецький фестиваль «De libertate», гаслом якого є «Свобода творчості».
У 2018 році музичний колектив «Хорея Козацька» презентував альбом «De Libertate», епіграфом якої стало виконання однойменного твору Григорія Сковороди.